# 三式砲戦車
三式砲戦車 ホニIII（さんしきほうせんしゃ ホニIII）は、第二次世界大戦時の大日本帝国陸軍の砲戦車（対戦車自走砲）。

## 概要
ホニIII（ホニIII車） は、当初より対戦車戦闘を主眼において開発された日本初の砲戦車である。
1943年（昭和18年）より「七糎半砲戦車（甲）」の名称で開発が開始されたが、昭和18年に作成された『第四陸軍技術研究所研究事項』によれば、七糎半砲戦車（甲）は「試製一式七糎半自走砲ヲ対戦車火力戦ノ中核タラシム如ク改修スルモノ」とし、第一陸軍技術研究所と協力し、自走砲とは別個に整備する兵器とされていた。

## 構造
ホニIIIの設計は1941年（昭和16年）8月ごろに陸軍戦車学校が試製一式七糎半自走砲（ホニI車）に対して、構想していた砲戦車化を目的とした改良案の一部を反映したものである。
車体は一式七糎半自走砲と同様に、九七式中戦車 チハ（チハ車）のものを流用している。元となった一式七糎半自走砲は正面と側面のみを保護する簡素な防盾を備えているだけだったが、ホニIIIは密閉式の七角形状の戦闘室を新たに設けている。ホニIIIがこのような密閉式の戦闘室を採用しているのは、一式七糎半自走砲のように、前方と側面の三方のみを装甲で囲った簡易な戦闘室では、対戦車戦闘では不利であると考えられていたからである。
戦闘室は大型化して両端が少しはみ出ており、一見すると砲塔の様にも見えるが、固定戦闘室なので旋回はしない
装甲は車体正面が追加装甲により50㎜に強化され、それにあわせて戦闘室正面も50㎜の一枚板となっていたまた、砲架や駐退器を保護する揺架防盾が４㎜から12㎜へ、副防盾も12㎜から25㎜にそれぞれ強化されている。

### 武装
主砲は一式七糎半自走砲の搭載する、九〇式野砲をさらに改造した三式七糎半戦車砲（38口径、75mm砲）を搭載、本砲は水平射界が左右15度ずつに拡大され、直接照準用の照星が追加されている。他に特徴的な点として、野砲（野戦砲）及び一式七糎半自走砲の射撃法とほぼ同じく砲手が発射装置を持たず、撃発手（無線手が兼任。専属の撃発手が搭乗していたとする説もあり、その場合は乗員6名となる。）が砲右側にある拉縄（りゅうじょう）を引いて撃発することが挙げられる。撃発手が居ない場合、もしく撃発が行えない状況では戦車長が拉縄を引いて撃発した。そのため拉縄は九〇式野砲の物よりも余裕のある長さと決められていた。照準は一式照準眼鏡甲を砲手が観測し、方向と砲の俯仰を決め、発射は撃発手、もしくは戦車長が担当するという変則的な作業であった。これには指揮官が索敵と指揮に専念することを妨げるほか、動目標に対するタイミングを砲手が取れないという問題がある。
一方で、同様に拉縄を引いて撃発する一式七糎半自走砲は、1941年（昭和16年）頃に、戦車部隊によって戦車が牽引する疑似戦車目標を用いた移動目標に対する試験が行われており、この試験を行っていた戦車部隊は好成績を下している。
副武装としては、車体の流用元であるチハ車と異なり、車体左前方に装備されていた九七式車載重機関銃は撤去されていた。その代わり、戦闘室の周囲には歩兵との近接戦闘に備え、、短機関銃を発砲するための銃眼と視認用のスリット付きのハッチが設けられており、車内には3丁の一〇〇式機関短銃が備えられていた。

## 装甲貫徹能力

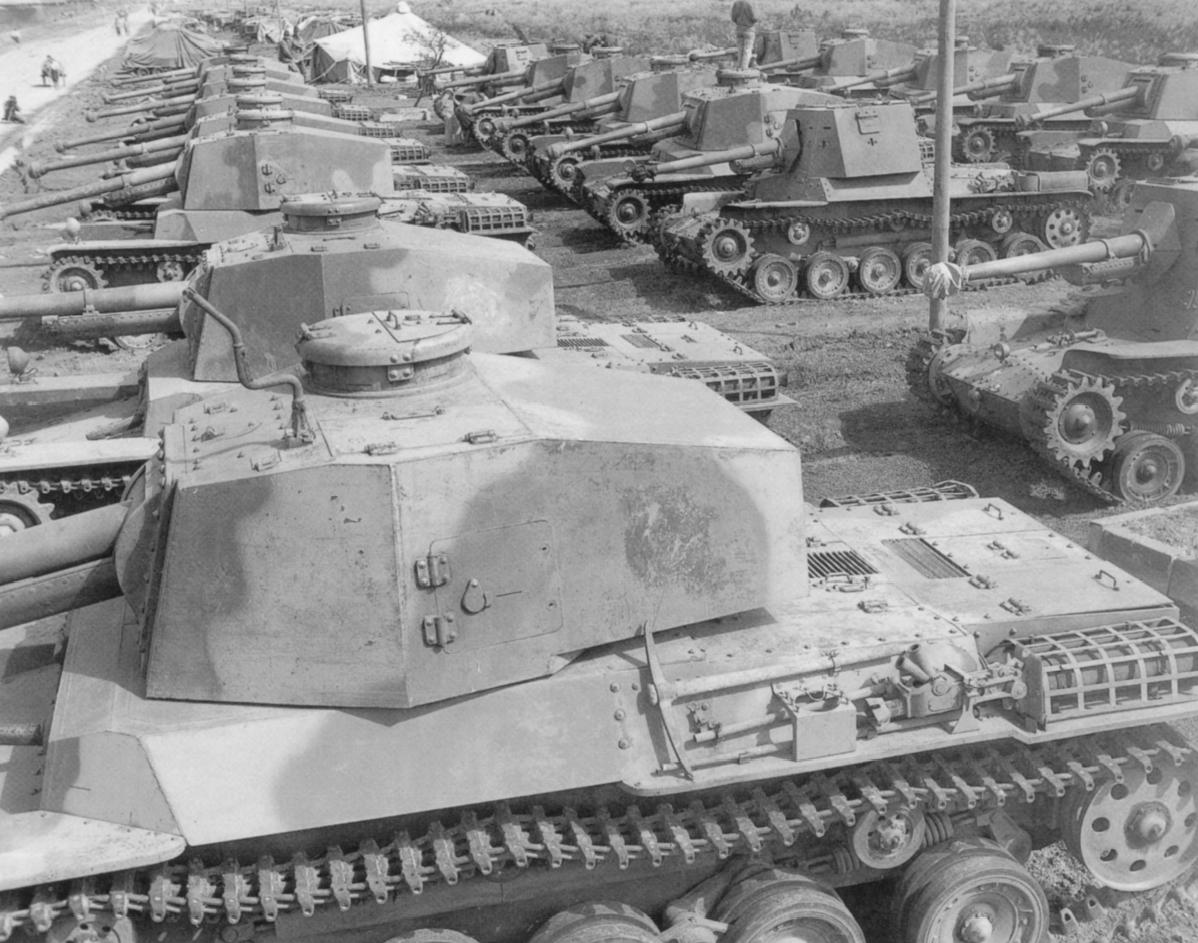
終戦後、集積された戦車第4師団の三式中戦車（左）と三式砲戦車（右）

三式七糎半戦車砲の装甲貫徹能力の数値は、射撃対象の装甲板や実施した年代など試験条件により異なるが、通常の一式徹甲弾を使用した場合は射距離1,000m/約70mm、500m/約80mm、タングステン・クロム鋼弾の「特甲」を使用した場合は1,000m/約85mm、500m/約100mmであった。一式徹甲弾は希少金属の配給上の問題により、クロム1%・モリブデン0.2%・他少量のニッケルを含有した高炭素鋼を使用したアメリカ陸軍の徹甲弾と異なり、炭素0.5～0.75%を含む鋼を搾出して成形・蛋形へ加工後に熱処理で硬化して炸薬を充填した物を用いていた。
また、1945年（昭和20年）8月のアメリカ旧陸軍省の情報資料においては、鹵獲した九〇式野砲の装甲貫徹能力の数値は一式徹甲弾（徹甲榴弾相当）を使用し、衝撃角度90度で命中した場合は射距離1,500yd（約1371.6m）/2.4in(約61mm)、1,000yd（約914.4m）/2.8in（約71mm）、750yd（約685.8m）/3.0in（約76mm）、500yd（約457.2m）/3.3in（約84mm）、250yd（約228.6m）/2.4in（約89mm）となっている。

## その他
ホニIIIの開発計画は1943年6月ごろであり、当初は同年11月に完成予定だった。しかし、予定は遅れ実際に開発が開始された時期は1944年6月ごろである。
制式化された正確な時期は不明だが、1944年（昭和19年）9月以降に量産が開始、少なくとも21輌が生産された。
本車両は二等輸送艦などで輸送することもできたが、一式七糎半自走砲と異なり本土決戦のために温存されたため実戦には参加しなかった。
ホニIIIは本土決戦時には三式中戦車 チヌ（チヌ車）と共に運用することになっており、三式中戦車とともに砲戦車中隊に配備された。

## 登場作品
『War Thunder』
日本陸軍砲戦車Ho-Ni Ⅲの名称で登場。
『Enlisted』
日本陸軍砲戦車三式砲戦車ホニⅢの名称で登場。